# Verwaltungsgemeinschaft Huy
In der Verwaltungsgemeinschaft Huy waren im sachsen-anhaltischen Landkreis Harz die Gemeinden Aderstedt, Anderbeck, Badersleben, Dedeleben, Dingelstedt am Huy, Eilenstedt, Eilsdorf, Huy-Neinstedt, Pabstorf, Schlanstedt und Vogelsdorf zusammengeschlossen. Am 1. April 2002 wurde sie aufgelöst, indem die Mitgliedsgemeinden zur neuen Gemeinde Huy fusionierten.

## Politik

### Wappen
Das Wappen wurde am 13. Mai 1996 durch das Regierungspräsidium Magdeburg genehmigt.
Blasonierung: Gespalten von Silber und Grün; vorn 5 (2:2:1) steigende Buchenblätter, hinten 6 (2:2:2) silberne Schilfstängel mit Blatt.
Die Gestaltung des Wappens basiert auf den natürlichen Gegebenheiten der Landschaft, in der die 11 Mitgliedsgemeinden angesiedelt sind. 5 Gemeinden liegen an den Hängen des Huy, sie werden durch 5 grüne Buchenblätter symbolisiert (auf dem Rücken des Huy befindet sich vorwiegend Rotbuchenwald). 6 Gemeinden liegen am Rand des Großen Bruchs, sie werden durch 6 silberne Schilffrüchte mit Schilfblatt (im Volksmund „Bumskolben“ genannt) symbolisiert.
Das Wappen wurde von der Magdeburger Heraldikerin Erika Fiedler gestaltet.

### Flagge
Die Flagge ist Grün – Weiß (1:1) gestreift mit dem aufgelegten Wappen.